# Яноф, Роб
Роб Яноф (англ. Rob Janoff) — американский графический дизайнер, известный тем, что создал логотип для Apple Inc.

Лого, созданное Янофом

## Биография
Родился в Калвер-Сити, в пригороде Лос-Анджелеса . Учился в Университете штата Калифорния в Сан-Хосе графическому дизайну. В 1970 году начал работать в студии, специализировавшейся на брендинге для технологических стартапов в Кремниевой долине . В 1977 году работает с Реджисом МакКенной в Пало-Альто. Вскоре его выбирают для работы с новым клиентом — Apple Computer, для которого он разрабатывает логотип. Яблоко было выбрано как символ знаний, упавший на голову Ньютона. Единственным пожеланием от Стива Джобса было — «Не делай его милым» (Do not make it cute). Роб Яноф объяснял, почему яблоко стало надкушенным в интервью 2009 года. По его словам, логотип в маленьком размере становился похож на вишню и чтобы подчеркнуть, что это именно яблоко — он добавил этот элемент. Существует также легенда, что цветные полосы логотипа были добавлены в честь Алана Тьюринга, которого травили за гомосексуальность. Однако по словам Янофа, полоски появились чтобы подчеркнуть идею, что Apple II станет первым компьютером с цветным экраном.
После этого Роб работает в топовых агентствах Нью-Йорка и Чикаго, разрабатывает дизайн для реклам известных брендов.
Автор книги «Taking a Bite out of the Apple», в которой описывает свою работу с Стивом Джобсом и Возняком, а также другими клиентами: IBM, Intel, Diners Club International, Kraft Foods, Frangelico Liqueur, Kleenex, Payless Shoes, Simon & Shuster, John Deere.